# Муртазина, Шаура Мусовна
Шаура Мусовна Муртазина (баш. Шәүрә Муса ҡыҙы Мортазина; 22 июля 1925, Москва — 22 февраля 2002, там же) — театральный режиссёр, театральный педагог. Заслуженный деятель искусств РСФСР (1970) и Башкирской АССР (1955). Лауреат Государственной премии РСФСР имени К. С. Станиславского (1967).

## Биография
Родилась 22 июля 1925 года в Москве. Её отец, Муса Муртазин был комбригом, участником гражданской войны в России и государственным деятелем БАССР.
В 1948 году окончила ГИТИС (педагоги — А. М. Лобанов, И. Я. Судаков). Во время учебы посещала творческие мастерские профессоров В. Г. Сахновского и А. Д. Дикого.
По окончании ГИТИСА и до 1972 работала режиссёром в Башкирском академическом театре драмы, в 1962—1966 годах преподавала в Уфимском училище искусств, в 1968—1970 годах заведовала кафедрой режиссуры и мастерства актёра в Уфимском училище искусств. После ухода из БАТД некоторое время руководила театром в Ялте. Потом уехала жить в Москву.
Среди учеников Ш. Муртазиной народный артист РФ Е. В. Смирнов, заслуженные артисты БАССР Р. А. Устинова и А. Х. Шарипова и др.

### Постановки в театре
Под её руководством в разных театрах поставлено более 100 спектаклей.
- В Башкирском академическом театре драмы: «Оло мөхәббәт» («Великая любовь») по произведению Г. С. Берёзко (1948), «Утлы өйөрмә» («Огненный вихрь») А. М. Мирзагитова, «Бер мөхәббәт яҙмышы» («Участь одной любви») И. А. Абдуллина, «Рәйсә» («Райса») Н. Асанбаева, «Онотма мине, ҡояш!» («Не забывай меня, солнце!») А. Х. Абдуллина, «Ай тотолган тондэ» («В ночь лунного затмения») М. Карима. «Хәйләкәр бисәләр» («Виндзорские насмешницы»), «Ромео һәм Джульетта» («Ромео и Джульетта») и «Макбет» У. Шекспира, «Урлау» («Кража») Дж. Лондона, «Аҡсарлаҡ» («Чайка»), «Ваня ағай» («Дядя Ваня») А. П. Чехова, «Мөхәммәт» («Магомет») Вольтера, «Бер ғаилә яҙмышы» («История одной семьи») по пьесе «Чудеса в гостиной» Д. Лоусона.
- В Театре оперы и балета (Уфа) — опера «Дауыл».

## Признание и награды
- два ордена «Знак Почёта» (1955, 1957).
- заслуженный деятель искусств РСФСР (1970).
- заслуженный деятель искусств Башкирской АССР (1955).
- Государственная премия РСФСР имени К. С. Станиславского (1967) — за постановку спектакля «В ночь лунного затмения» М. Карима, поставленный на сцене Башкирского ГАТД
- премия комсомола Башкирии имени Г. Саляма — за постановку спектакля по пьесе Мустая Карима «В ночь лунного затмения» (1967)

## Память
В 2008 году в Уфе на доме по улице Ленина, 72, где жила Шаура Муртазина открыта мемориальная доска.